# Живерни
Живерни (фр. Giverny) је насељено место у Француској у региону Горња Нормандија, у департману Ер. Познато је као дугогодишња локација атељеа Клода Монеа и место његове смрти.
По подацима из 2011. године у општини је живело 501 становника, а густина насељености је износила 77,55 становника/km².

## Демографија
| 1962. | 1968. | 1975. | 1982. | 1990. | 2011. |
| ----- | ----- | ----- | ----- | ----- | ----- |
| 363   | 386   | 509   | 502   | 548   | 501   |